# Emperador Yao

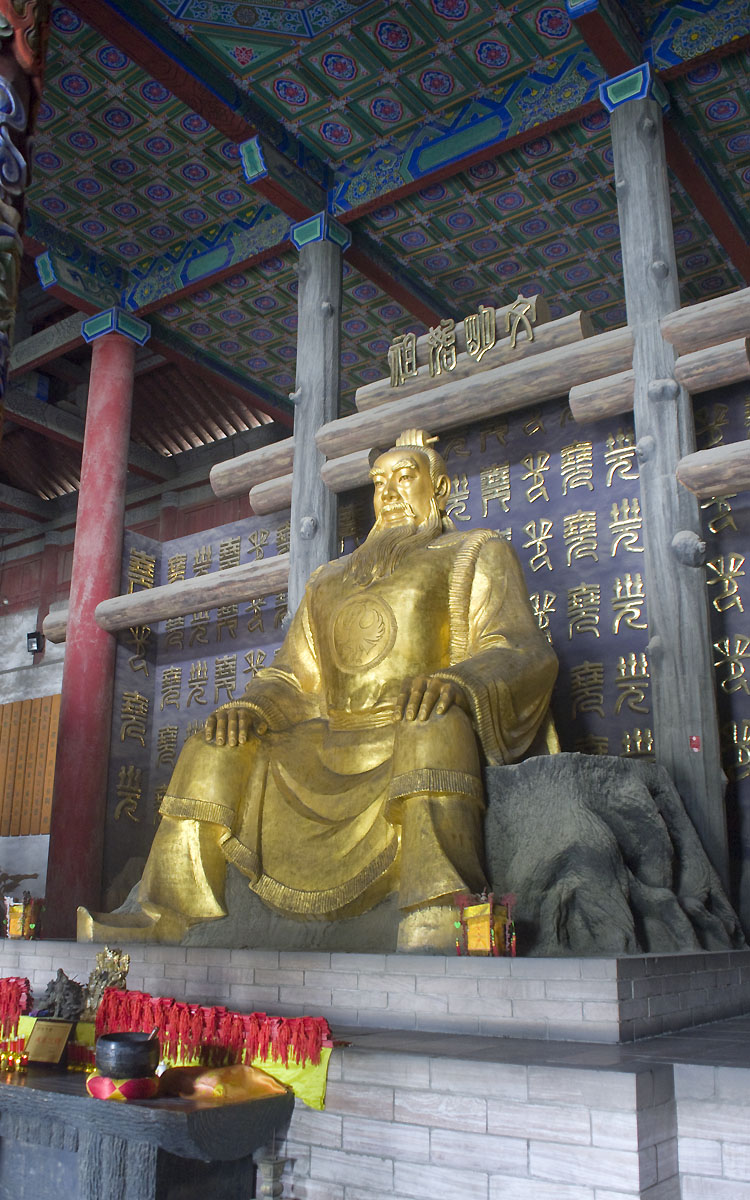
Estatua del emperador Yao en la sala Guanyun del templo Yao en Linfen (Shanxi).

El emperador Yao (en chino tradicional, 堯; en chino simplificado, 尧; pinyin, Yáo; según la tradición c. 2356 – 2255 a. C.)  fue, según varias fuentes, un dirigente chino y uno de los Tres augustos y cinco emperadores. 

## Legado
A menudo exaltado como el rey sabio moralmente perfecto e inteligente, la benevolencia y la diligencia de Yao sirvieron de modelo a los futuros monarcas y emperadores chinos. Los antiguos chinos a menudo hablan de Yao, Shun y Yu el Grande como figuras históricas, y los historiadores contemporáneos creían que podían representar a los líderes de tribus aliadas que establecieron un sistema de gobierno unificado y jerárquico en un período de transición a la sociedad feudal patriarcal. En uno de los Cinco Clásicos de la historia, los capítulos iniciales tratan sobre Yao, Shun y Yu.